# Priddy
Priddy – wieś w Anglii, w hrabstwie Somerset, w dystrykcie (unitary authority) Somerset. Leży 23 km na południe od miasta Bristol i 180 km na zachód od Londynu. W 2001 miejscowość liczyła 598 mieszkańców.